# Cantonul Blois-4
Cantonul Blois-4 este un canton din arondismentul Blois, departamentul Loir-et-Cher, regiunea Centru, Franța.